# Sibyl Hathaway

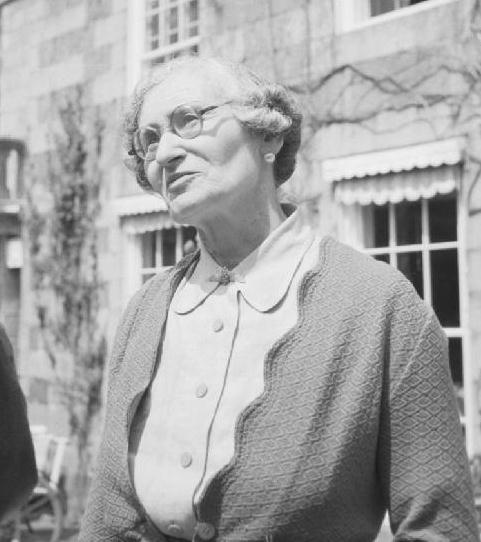
Sibyl Hathaway während des Zweiten Weltkriegs

Dame Sibyl Mary Hathaway, geb. Collings (* 13. Januar 1884 auf Guernsey; † 14. Juli 1974 auf Sark), hatte als Dame de Sercq (englisch: Dame of Sark) 1927–1974 die erbliche Funktion eines Feudalherren der von ca. 600 Personen bewohnten Kanalinsel Sark inne. Diese Funktion war seit 1852 in der Familie, als ihre Urgroßmutter sie erworben hatte.

## Leben
Als Tochter des studierten anglikanischen Theologen William Frederick Collings, des damaligen Feudalherren der Insel, und der gebürtigen Kanadierin Sophia Moffat, wurde sie im Januar 1884 auf Guernsey geboren, da auf Sark kein Arzt war. Ihre Erziehung erhielt sie durch französische Gouvernanten und dann, mit 14, für kurze Zeit an einem Sacré-Cœur-Internat in Lille. Nach einer Flucht vor dem teilweise sehr jähzornigen Vater und der Heirat mit Dudley Beaumont gegen den Willen des Vaters in London 1901 lebte sie zumeist auf der britischen Hauptinsel Großbritannien. 1912 kehrte sie nach Sark zurück und begann mit Viehzucht, zog aber aus finanziellen Gründen nach Guernsey, nachdem ihr Ehemann 1918 während der Grippeepidemie gestorben war.
1927 trat sie das Erbe ihres Vaters an und heiratete 1929 den gebürtigen Amerikaner Robert Woodward Hathaway (1887–1954), der als ehemaliger britischer Fliegeroffizier die britische Staatsangehörigkeit erhalten hatte. Gemäß dem traditionellen Besitzrecht Sarks, nach dem das Eigentum einer verheirateten Frau in den Besitz ihres Gatten überging, wurde Robert Hathaway von nun an bis zu seinem Tod Feudalherr (Seigneur) der Insel.
Ab 1940 war Sark, wie die anderen Kanalinseln auch, von der Wehrmacht besetzt. Im Gegensatz zu den Einwohnern vieler Inseln, die sich vorher nach England evakuieren ließen (in Alderney etwa gab es während der Besetzung noch ganze zwei Haushalte) blieben die einheimischen Einwohner Sarks auf ihrer Insel. Sibyl Hathaway behandelte die Besatzer höflich, aber autoritär („Ihr Wort war Gesetz. Sogar für uns […]“ meinte ein deutscher Soldat dazu). Sibyl Hathaway war neben dem Guernseyer Jurat (Richter) Lainé die einzige politisch einflussreiche Person, die sich weigerte, deutsche Befehle zu unterschreiben. Nach einem weitgehend erfolglosen britischen Kommandoüberfall auf Sark zwei Wochen später wurden im Februar 1943 63 Menschen aus Sark deportiert, darunter angeblich alle ehemaligen Offiziere, aber auch Frauen und Kinder. Darunter fiel auch Sibyl Hathaways Ehemann, der im Ersten Weltkrieg britischer Fliegeroffizier gewesen war. Neun Menschen waren schon 1942 deportiert und in süddeutschen Kasernen interniert worden.
Mit dem Ende des 19. Jahrhunderts hatte die nicht mehr konkurrenzfähige Landwirtschaft der Insel an Bedeutung verloren; der Tourismus dagegen wurde immer umfangreicher. Diese Entwicklung versuchte Sibyl Hathaway zu fördern: Sie unternahm mehrere Vortragsreisen in die Vereinigten Staaten und verfasste für das National Geographic Magazine einen Artikel. In ihre Regierungszeit fällt zudem der Bau des neuen Hafens (1938–1949). Die gegenwärtige Gestaltung des symmetrischen Gartens der Residenz des Seigneurs, der Seigneurie, geht größtenteils auf Hathaway zurück; die teilweise exotischen Pflanzen stammen von ihren zahlreichen Reisen. Hathaway war eine überzeugte Vertreterin der traditionellen feudalen Regierungsform Sarks. Unter ihrem „Einfluss und Charisma“, so ein Bewohner der Insel, sei eine „gesellschaftlich-politische Windstille“ eingetreten.
1965 wurde sie als Dame Commander des Order of the British Empire geadelt.
Sibyl Hathaway hatte sechs Kinder aus erster Ehe. Nachfolger als Seigneur wurde ihr Enkel John Michael Beaumont, gelernter Luftfahrtingenieur.